# アルフレード・カンポリ
アルフレード・カンポリ（Alfredo Campoli、1906年10月20日 - 1991年3月27日）は、イタリア出身のヴァイオリニスト。
ローマの生まれ。
サンタ・チェチーリア国立アカデミアのヴァイオリン教師だった父から幼少時よりヴァイオリンを学ぶ。
1911年にロンドンに移住し、1919年にロンドン音楽祭のヴァイオリン・コンクールで優勝した。
1923年にウィグモア・ホールでデビューを飾り、ネリー・メルバやクララ・バットといった往年の名歌手たちの演奏旅行に随行した。
1930年代には、自らサロン・オーケストラを結成し、レコーディングや放送等を通じて名声を高めた。
第二次世界大戦後は1953年にカーネギー・ホールでアメリカ・デビューを果たし、1956年にはロシアを訪問している。
1955年にはアーサー・ブリスのヴァイオリン協奏曲を初演した。
1986年に引退。
ブリッジの名手としても知られたが、ブリッジの試合の為に訪れていたプリンシズ・リズバラにて死去。